# Campionati europei di nuoto in vasca corta 2010 - 200 metri stile libero maschili
Le qualifiche per la finale si sono svolte la mattina del 28 novembre 2010, mentre la finale si è svolta la sera dello stesso giorno.

## Medaglie
| Posizione | Atleta          | Paese    |
| --------- | --------------- | -------- |
| Oro       | Daniil Izotov   | Russia   |
| Argento   | Paul Biedermann | Germania |
| Bronzo    | Evgeny Lagunov  | Russia   |

## Record
Prima della manifestazione il record del mondo (RM), il record europeo (EU) e il record dei campionati (RC) erano i seguenti.
| Record mondiale       | 1:39.37 | Paul Biedermann Germania | 15 novembre 2009 Berlino, Germania |
| Record europeo        | 1:39.37 | Paul Biedermann Germania | 15 novembre 2009 Berlino, Germania |
| Record dei campionati | 1:39.81 | Paul Biedermann Germania | 13 dicembre 2009 Istanbul, Turchia |

Durante la competizione non sono stati migliorati record.

## Risultati batterie
| Pos. | Atleta                   | Nazionalità | Tempo       | Batteria    | Corsia      | Note        |
| ---- | ------------------------ | ----------- | ----------- | ----------- | ----------- | ----------- |
| 1    | Daniil Izotov            | Russia      | 1:43.71     | 6           | 4           |             |
| 2    | Evgeny Lagunov           | Russia      | 1:44.71     | 5           | 5           |             |
| 3    | Benjamin Starke          | Germania    | 1:44.81     | 6           | 5           |             |
| 4    | Paul Biedermann          | Germania    | 1:44.93     | 7           | 4           |             |
| 5    | Filippo Magnini          | Italia      | 1:44.96     | 5           | 4           |             |
| 6    | Stefan De Die            | Paesi Bassi | 1:45.18     | 5           | 2           |             |
| 7    | Joost Reijns             | Paesi Bassi | 1:45.26     | 7           | 1           |             |
| 8    | Glenn Surgeloose         | Belgio      | 1:45.57     | 5           | 7           |             |
| 9    | Gianluca Maglia          | Italia      | 1:45.95     | 6           | 3           |             |
| 10   | Dinko Jukić              | Austria     | 1:45.97     | 4           | 1           |             |
| 11   | Artem Lobuzov            | Russia      | 1:46.19     | 7           | 5           |             |
| 12   | Alexander Selin          | Russia      | 1:46.39     | 6           | 2           |             |
| 13   | David Brandl             | Austria     | 1:46.43     | 4           | 4           |             |
| 14   | Radovan Siljevski        | Serbia      | 1:46.83     | 7           | 6           |             |
| 15   | Kvetoslav Svoboda        | Rep. Ceca   | 1:46.87     | 5           | 3           |             |
| 16   | Péter Bernek             | Ungheria    | 1:47.02     | 2           | 2           |             |
| 17   | Daniel Skaaning          | Danimarca   | 1:47.13     | 4           | 5           |             |
| 18   | Gard Kvale               | Norvegia    | 1:47.44     | 6           | 6           |             |
| 19   | Dominik Straga           | Croazia     | 1:47.45     | 7           | 3           |             |
| 20   | Diogo Filipe Carvalho    | Portogallo  | 1:47.48     | 7           | 2           |             |
| 21   | Anders Lie               | Danimarca   | 1:47.57     | 6           | 8           |             |
| 22   | Pieter Timmers           | Belgio      | 1:47.65     | 4           | 8           |             |
| 23   | Jan Sefl                 | Rep. Ceca   | 1:47.79     | 7           | 8           |             |
| 24   | Dieter Dekoninck         | Belgio      | 1:47.85     | 4           | 3           |             |
| 25   | Joshua Walsh             | Regno Unito | 1:47.96     | 4           | 2           |             |
| 26   | Robert Zbogar            | Slovenia    | 1:48.55     | 6           | 1           |             |
| 27   | Sergiy Frolov            | Ucraina     | 1:48.57     | 2           | 7           |             |
| 28   | Dion Dreesens            | Paesi Bassi | 1:49.00     | 3           | 6           |             |
| 29   | PierreYves Romanini      | Belgio      | 1:49.10     | 5           | 8           |             |
| 30   | Dávid Verrasztó          | Ungheria    | 1:49.12     | 3           | 1           |             |
| 31   | Raphael Stacchiotti      | Lussemburgo | 1:49.38     | 5           | 6           |             |
| 32   | Frans Johannessen        | Danimarca   | 1:49.41     | 4           | 7           |             |
| 33   | Anton Goncharov          | Ucraina     | 1:49.43     | 2           | 5           |             |
| 34   | Mario Delac              | Croazia     | 1:49.45     | 6           | 7           |             |
| 35   | Ganesh Pedurand          | Francia     | 1:49.77     | 1           | 5           |             |
| 36   | Duarte Rafael Mourao     | Portogallo  | 1:49.83     | 4           | 6           |             |
| 37   | Jean Francois Schneiders | Lussemburgo | 1:50.30     | 3           | 7           |             |
| 38   | Mehdy Metella            | Francia     | 1:50.34     | 1           | 4           |             |
| 39   | Sebastien Fraysse        | Francia     | 1:50.62     | 3           | 4           |             |
| 40   | Aleksi Eskelinen         | Finlandia   | 1:50.88     | 3           | 3           |             |
| 41   | Thomas Sunter            | Regno Unito | 1:51.18     | 2           | 3           |             |
| 42   | Vladimir Sidorkin        | Estonia     | 1:51.32     | 3           | 5           |             |
| 43   | Bernhard Wolf            | Austria     | 1:51.74     | 5           | 1           |             |
| 44   | Zsombor Szana            | Ungheria    | 1:51.92     | 1           | 3           |             |
| 45   | Ari-Pekka Liukkonen      | Finlandia   | 1:51.93     | 2           | 4           |             |
| 46   | Lauri Kaei               | Estonia     | 1:52.08     | 3           | 8           |             |
| 47   | Pavel Naroshkin          | Estonia     | 1:52.55     | 3           | 2           |             |
| 48   | Toni Ahola               | Finlandia   | 1:54.33     | 2           | 6           |             |
|      | Niz Adriano Miguel       | Portogallo  | ritirato    | ritirato    | ritirato    | ritirato    |
|      | Damiano Lestingi         | Italia      | non partito | non partito | non partito | non partito |

## Finale
| Pos. | Atleta           | Nazionalità | Tempo   | Corsia | Note |
| ---- | ---------------- | ----------- | ------- | ------ | ---- |
|      | Daniil Izotov    | Russia      | 1:41.84 | 4      |      |
|      | Paul Biedermann  | Germania    | 1:42.94 | 6      |      |
|      | Evgeny Lagunov   | Russia      | 1:44.11 | 5      |      |
| 4    | Filippo Magnini  | Italia      | 1:44.22 | 2      |      |
| 5    | Benjamin Starke  | Germania    | 1:44.97 | 3      |      |
| 6    | Stefan De Die    | Paesi Bassi | 1:45.33 | 7      |      |
| 7    | Joost Reijns     | Paesi Bassi | 1:45.34 | 1      |      |
| 8    | Glenn Surgeloose | Belgio      | 1:46.13 | 8      |      |